# Piłkarze
Piłkarze (jap. がんばれ!キッカーズ Ganbare, Kikkāzu!) – manga o tematyce piłkarskiej stworzona przez Noriakiego Nagaia wydawana przez Shōgakukan w magazynie CoroCoro Comic w latach 1985–1989 oraz japoński serial anime wyprodukowany w latach 1986–1987 przez Studio Pierrot w reżyserii Akiry Torino. W Polsce serial był emitowany w 1992 roku na kanale TVP2 w wersji z polskim lektorem, którym był Janusz Szydłowski.
Seria zdobyła Nagrodę Shōgakukan Manga w 1987 roku za najlepszą mangę dla dzieci.

## Fabuła
Serial anime opowiada o chłopcu zwanym Rudi (jap. Kakeru), który wstępuje do szkolnej drużyny piłki nożnej.

## Obsada
- Michie Tomizawa – Tetsuya
- Tarako – Taichi
- Ikue Ōtani – Kiyoshi Hara
- Yūko Kobayashi – Yukie
- Urara Takano – Mamoru
- Kazue Ikura – Masaru Hongo
- Chieko Honda

## Lista odcinków
| N/o | Tytuł odcinka | Premiera |
| --- | --- | -------- |
| 1   | Nowy przybysz Haraa! Hontoni kore ga sakkā-bu? (はらァー！ ほんとにこれがサッカー部？)                              |          |
| 2   | Pierwszy trening Guzu no Taichi ga onborochīmu o sukutta! (グズの太一がオンボロチームを救った！)                    |          |
| 3   | Ambitny tata Deko, sakkā nanka yamete shimae! (デコ、サッカーなんかやめてしまえ！)                                  |          |
| 4   | ? Ano Uesugi to taiketsuda! Nan'yō-sen kikkuofu!! (あの上杉と対決だ！ 南陽戦キックオフ！！)                         |          |
| 5   | Buddy pechowiec Akiramenai zo! Zettai 1-ten o tte yaru!! (あきらめないぞ！ 絶対１点おってやる！！)                  |          |
| 6   | Kapitan Gentleman Son'nabakana! Kyaputen wa etchida? (そんなバカな！ キャプテンはエッチだ？)                        |          |
| 7   | Mecz wyjazdowy Todoke! Sora ni mau yūjō no sakkābōru (とどけ！ 空に舞う友情のサッカーボール)                        |          |
| 8   | Niezwykły strzał Haraa - Kenta-kun no maboroshi no sūpāshūto (はらぁー健太君の幻のスーパーシュート)                 |          |
| 9   | Nowy rodzaj treningu Dai pinchi! Bōru no kerenai kikkāzu (大ピンチ！ ボールのけれないキッカーズ)                    |          |
| 10  | Wielki mecz E~~ Kenta to deko taijō! Rafupurē ni kusen (えっ健太とデコ退場！ ラフプレーに苦戦)                      |          |
| 11  | O krok od małżeństwa Kekkon hantai!? Mamoru-kun ga uketa hen'na chōsen-jō (結婚反対！？ 守くんがうけたヘンな挑戦状) |          |
| 12  | ? Gaku mo Akina mo yūshōda! Kikkāzu ga ōen-dan (学も明菜も優勝だ！ キッカーズが応援団)                              |          |
| 13  | ? Konpyūtāsakkā o buttobase! (コンピューターサッカーをぶっとばせ！)                                                 |          |
| 14  | ? Bakanisuruna! Baisoku shūto o kimero!! (バカにするな！ 倍速シュートを決めろ！！)                                  |          |
| 15  | ? Hitori botchi no ēsusutoraikā (ひとりぼっちのエースストライカー)                                                  |          |
| 16  | ? Ayumu-chan ni okura reta akai bara no nazo (歩ちゃんに贈られた赤いばらのなぞ)                                     |          |
| 17  | Szkoła życia Autorō shūdan jakkaruzu o taose! (アウトロー集団ジャッカルズをたおせ！)                                |          |
| 18  | Dzień pełen przygód Tetsuya no tokudane! Kibun wa kikkāzu tantei-dan (哲也の特ダネ！ 気分はキッカーズ探偵団)        |          |
| 19  | Dziwny trener Ge~~! Tondemonai kōchi ga yattekita (ゲッ！ とんでもないコーチがやって来た)                           |          |
| 20  | Dzień Świętego Walentego Kikkāzu no dai mome barentaindē! (キッカーズの大もめバレンタインデー！)                    |          |
| 21  | Dziękujemy trenerze Dōshita no? Shiai-chū ni tachisatta kōchi (どうしたの？ 試合中に立ち去ったコーチ)               |          |
| 22  | Pechowe losowanie Sā kōshiki-senda! Demo nodamabu to torabutta (さあ公式戦だ！ でも野球部とトラブった)              |          |
| 23  | Początek Mistrzostw Mitsuketa zo! Hakuhō eito bakku no jakuten (見つけたぞ！ 白鳳エイトバックの弱点)                |          |
| 24  | Nieustanna walka Nazo no chīmu shutsugen! Dai 2 shiai wa dai ransen? (ナゾのチーム出現！ 第２試合は大乱戦？)        |          |
| 25  | Ostatni mecz GO! Raibaru Uesugi to no nettō ga hajimatta (ＧＯ！ ライバル上杉との熱闘が始まった)                    |          |
| 26  | ? Kimi wa nagareboshi! Moetsukiro kikkāzu (君は流れ星！ 燃えつきろキッカーズ)                                       |          |